# Bộ Hắc (黑)
Bộ Hắc, bộ thứ 203 có nghĩa là "đen" là 1 trong 4 bộ có 12 nét trong số 214 bộ thủ Khang Hy.
Trong Từ điển Khang Hy có 172 chữ (trong số hơn 40.000) được tìm thấy chứa bộ này.

## Tự hình Bộ Hắc (黑)

Giáp cốt văn
Kim văn
Đại triện
Tiểu triện

## Chữ thuộc Bộ Hắc (黑)
| Số nét bổ sung | Chữ                                                         |
| -------------- | ----------------------------------------------------------- |
| 0              | 黑/hắc/ 黒/hắc/                                             |
| 3              | 黓/dặc/                                                     |
| 4              | 黔/kiềm/ 黕/đảm/ 黖/hý/ 黗 默/mặc/ 黙/mặc/                  |
| 5              | 黚/kiềm/ 黛/đại/ 黜/truất/ 黝/ửu/ 點/điểm/                  |
| 6              | 黟/y/ 黠/hiệt/ 黡/yểm/                                      |
| 7              | 黢 黣/mỗi/                                                  |
| 8              | 黤/yêm/ 黥/kình/ 黦/uất/ 黧/lê/ 黨/trưởng/ 黩/độc/ 黪/thảm/ |
| 9              | 黫/chẩn/ 黬/cam/ 黭/yểm/ 黮/thảm/ 黯/ảm/                    |
| 10             | 黰/chẩn/ 黱/đại/                                            |
| 11             | 黲/thảm/ 黳/ê/ 黴/mi/                                       |
| 13             | 黵/đảm/                                                     |
| 14             | 黶/yểm/                                                     |
| 15             | 黷/độc/                                                     |
| 16             | 黸/lô/                                                      |